# Płyta pamięci Poległych Lotników Brytyjskich 1944

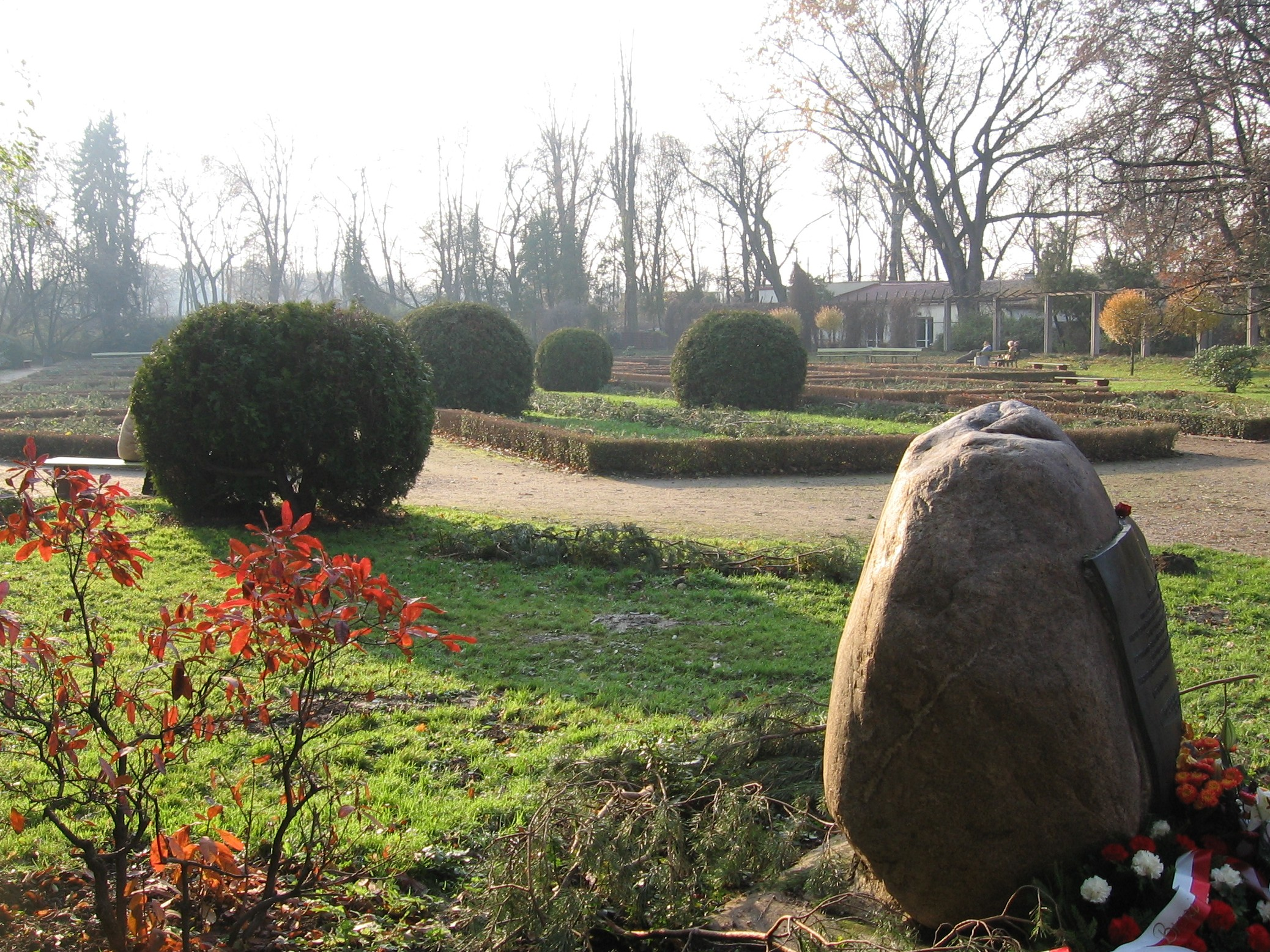
Pomnik na tle rosarium

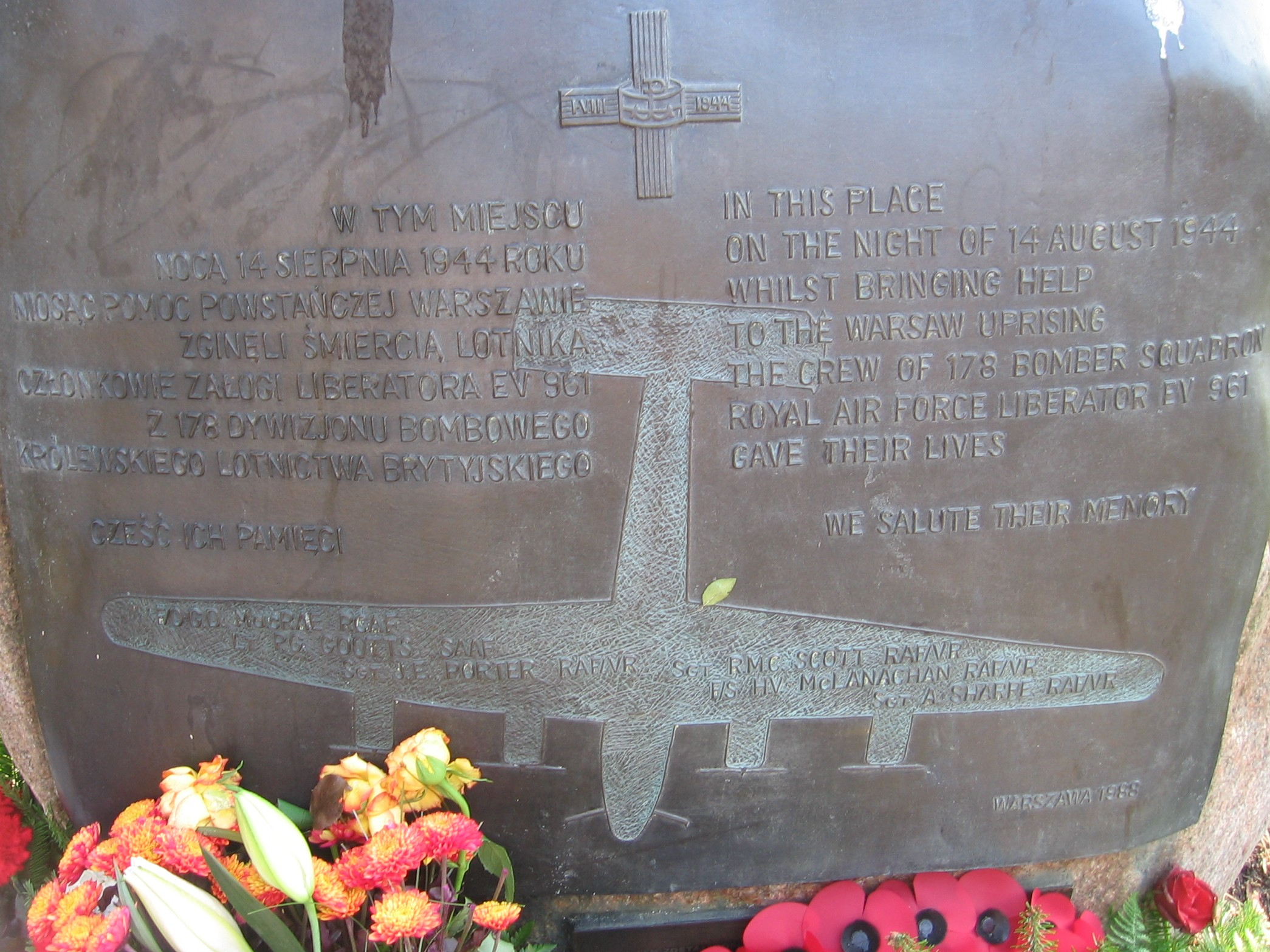
Tablica na kamieniu pamiątkowym

Płyta pamięci poległych lotników Brytyjskich 1944 – upamiętnienie znajdujące się w parku Skaryszewskim, na obrzeżu rosarium. Ma formę płyty przytwierdzonej do głazu.

## Opis
Pomnik upamiętnia załogę bombowca Consolidated B-24 Liberator ze 178 dywizjonu RAF niosącego pomoc powstaniu warszawskiemu, zestrzelonego w nocy 14 sierpnia 1944 roku przez niemiecką obronę przeciwlotniczą. Członkowie załogi tego samolotu zginęli (z wyjątkiem strzelca pokładowego Henry'ego L. Lyne'a, który ranny dostał się do niewoli niemieckiej). Po zakończeniu wojny, w sierpniu 1945 roku na znajdującym się w parku grobie brytyjskich lotników z inicjatywy Milicyjnego Klubu Sportowego „Polonia” ustawiono krzyż.
Pomnik został odsłonięty 4 listopada 1988 roku przez premier Wielkiej Brytanii Margaret Thatcher w obecności jedynego ocalałego członka załogi sierżanta Henry’ego Lloyda Lyne'a.
Na pomniku znajdują się napisy po polsku i angielsku:
W TYM MIEJSCU

NOCĄ 14 SIERPNIA 1944

NIOSĄC POMOC POWSTAŃCZEJ WARSZAWIE

ZGINĘLI ŚMIERCIĄ LOTNIKA

CZŁONKOWIE ZAŁOGI LIBERATORA EV 961

Z 178 DYWIZJONU BOMBOWEGO

LOTNICTWA BRYTYJSKIEGO

CZEŚĆ ICH PAMIĘCI
 

IN THIS PLACE

ON THE NIGHT OF 14 AUGUST 1944

WHILST BRINGING HELP

TO THE WARSAW UPRISING

THE CREW OF 178 BOMBER SQUADRON

ROYAL AIR FORCE LIBERATOR EV 961

GAVE THEIR LIVES

WE SALUTE THEIR MEMORY
na tle sylwetki samolotu lista nazwisk załogi:
F/O G.D. MacRAE RCAF
Lt P.C. GOOTS SAAF
Sgt J.E. PORTER RAF/VR
Sgt R.M.C. SCOTT RAF/VR
F/S H.V. McLANAHAN RAF/VR
Sgt A. SHARPE RAF/VR
data odsłonięcia pomnika
i płytka upamiętniająca odsłonięcie:
POMNIK TEN ZOSTAŁ ODSŁONIĘTY

W DNIU 4 LISTOPADA 1988 r.

PRZEZ PANIĄ MARGARET THATCHER

PREMIERA WIELKIEJ BRYTANII

W OBECNOŚCI

SGT HENRY LLOYD LYNE

JEDYNEGO OCALAŁEGO Z ZAŁOGI

ZESTRZELONEGO SAMOLOTU
 

THIS MEMORIAL WAS UNVEILED

ON THE 4 NOVEMBER 1988

BY MARGARET THATCHER

THE PRIME MINISTER OF GREAT BRITAIN

IN THE PRESENCE OF

SGT HENRY LLOYD LYNE

THE ONLY SURVIVOR

OF THIS AIRCRAFT